# Wossala Sándor
Wossala Sándor (Máriafalva, 1874. február 3. – ?, 1940. március 24.) magyar építész, műszaki főtanácsos.

## Élete

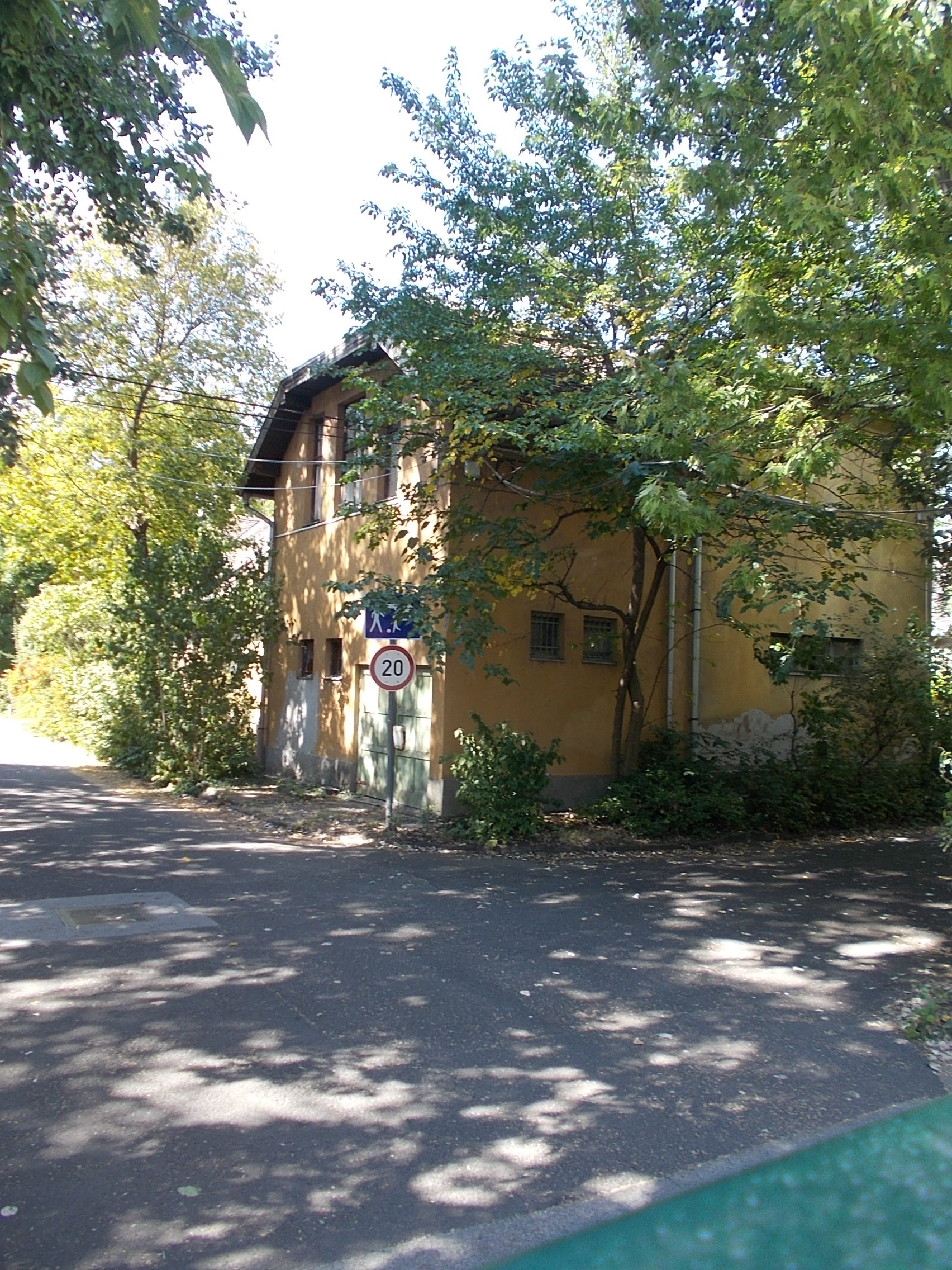
Százados úti művésztelep, épület

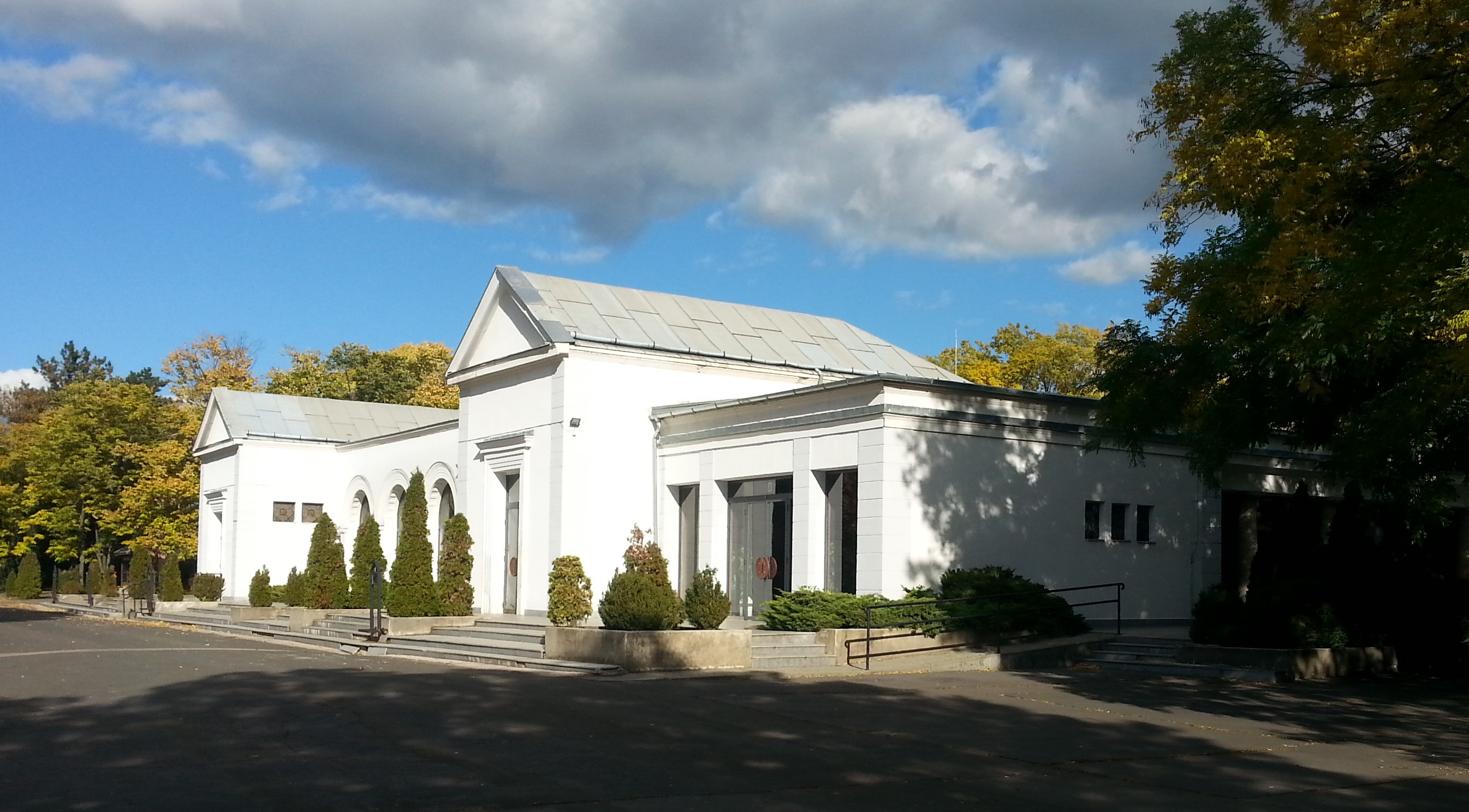
az Új köztemető ravatalozója és halottasháza

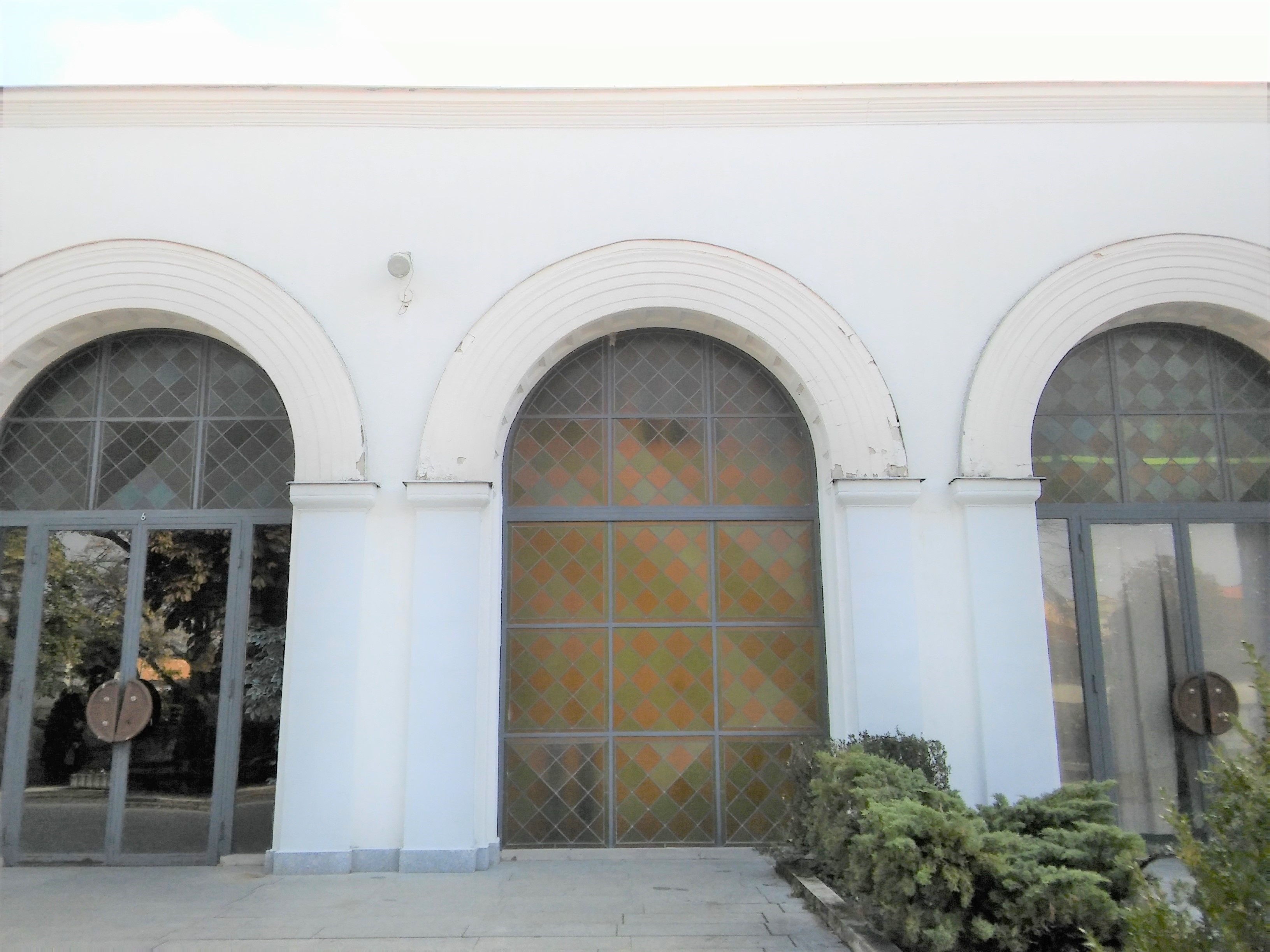
az Új köztemető ravatalozója és halottasháza (részlet)

A budapesti Műegyetemen szerzett építészmérnöki oklevelet. 1904-ben lépett a főváros szolgálatába. A világháború kitörésekor bevonult és végig frontszolgálatot teljesített. Hősies magatartásáért megkapta a hadiékítményes Signum Laudist és a Ferenc József lovagkeresztet. 1931-ben választották tanácsnokká, 1939 márciusáig vezette a magasépítési ügyosztályt. Ekkor vonult nyugalomba 35 évi közszolgálat után.
Az 1910-es években részt vett Bárczy István kislakás- és iskolaépítési programjában, ennek keretében épült a később nevezetessé váló Százados úti művésztelep. Ide egyébként három típusház tervét készítette el.
Wossala Sándor tanácsnoksága idejéhez a székesfőváros építkezései egész sora fűződik. Templomokat, lakótelepeket, iskolákat építtetett elsősorban, és mindezek az európai viszonyban is nagyszabású és modern építések voltak. Több épület kivitelezésnél működött közre. Jelentős munkája a budai várban lévő koronázótemplom (Mátyás-templom) restaurálása. Ő érte el agitációjával a Fő utcai Szent Flórián vértanú görögkatolikus templom magasabb szintre emelését is.
1938-ban részt vett a budapesti Szent István Forrás feltárási munkálataiban.
1940-ben hunyt el 66 éves korában. A Farkasréti temetőben helyezték nyugalomra. Halálakor így méltatta a Pesti Hírlap:
„Wossala Sándorról a legnagyobb szeretet és elismerés hangján nyilatkoznak munkatársai, akik az egyenesség, nyíltság és puritán egyszerűség mintaképét látják benne. Véleményét mindig nyiltan és férfiasan szemébe mondja bárkinek és hivatalában sohasem tűrte az intrikát. Melegen érző szívét nemcsak szociális munkásságába vitte bele, hanem munkatársaival való érintkezésébe is, akiket valósággal atyailag kezel. Hivatalában mindenki ismeri és emlegeti azt a tulajdonságát, hogy a köszönetét és hálálkodást nem szereti. Ha valakinek szívességet tett és ez eljön hozzá megköszönni, gyakran megtörténik, hogy a hálálkodó szavakat erélyesen elutasítja magától. Derűs kedélye csak egyben nem ismer tréfát — mondják róla — a munkában. Nagy áttekintésével, munkatársait mindig kitűnően tudta megválasztani és ha nem is kíméli tőlük a munkát, ő maga is ugyanannyit dolgozik. Elismeréssel emlegetik, hogy valahányszor a készülőben lévő épületekre ment szemlét tartani, a legcsekélyebb hibát is azonnal észrevette, úgyhogy hozzáértése és szaktudása mindenütt a legnagyobb tekintélyt szerezte meg neki.”

### Szociális építkezései
Wossala Sándort erős szociális érzéke nagyszabású szociális építkezések kezdeményezésére indította. Közel 2500 szükséglakás és kislakás készült el irányítása mellett. Ezek az építkezések gyakran igen nehéz technikai feladat elé állították. Olyan szegény embereket, akik eddig egészségtelen odúkban és barlanglakásokban éltek, igen rövid idő leforgása alatt kellett emberhez méltó lakáshoz juttatni, de törekedni kellett a gazdaságos megoldásra és számolni kellett a külterületek talajával együtt járó alapozási nehézségekkel is. Mindezeket a nehézségeket sikerült elhárítania Wossala Sándor önzetlen lelkesedésének és alapos tudásának, amellyel munkájához látott. A tanácsnokság alatt végzett szociális építési munka kiemelkedő eredményeit a Gubacsi-uti, Bihari-uti, Ceglédi-uti, Zách- és Hős-utcai, elsősorban pedig a Szilas- és Megyeri-utakon az elmúlt évben épített telepek mutatják. Wossala eredeti elgondolása alapján jött létre az úgynevezett városszéli telep a Külső Jászberényi-úton, amely 120 házat foglal magában, házanként két lakással, lakásonként 300 öles kertrésszel, amelyen a telep lakói kertészetet is folytathatnak. A Wossala Sándor munkásságához fűződő szociális építkezések során jöttek létre a most[mikor?] elkészült kamaraerdei szeretetotthon és az épülő[mikor?] Szél utcai fiúotthon is.

## Ismert épületei
- 1909–1913: Százados úti művésztelep (15 ház és 28 műterem),[10][11] Budapest, Százados út[12]
- 1921–1925: az Új köztemető ravatalozója és halottasháza, Budapest, Kozma utca 8-10.[13][14]
- 1930–1932: lakóházak (összesen 216 szükséglakással), Budapest, Ceglédi út és Bihari út[15] (Friedrich Lajosal közös munka)[16]

### Kivitelezései
- 1931–1933: Árpád-házi Szent Margit-templom, Budapest, Váci út 34. (tervezte: Möller István)[6]
- 1935–1936: Páli Szent Vince-plébániatemplom, Budapest, Haller u. 19-21. (tervezte: Fábián Gáspár)[6]
- 1936–1937: Herminamezői Szentlélek-templom, Budapest, Kassai tér 2. (tervezte: Petrovácz Gyula)[9]
- 1938: Budai ciszterci Szent Imre-templom, Budapest, Villányi út 25. (tervezte: Wälder Gyula)[6]
- Mészáros-utcai leánygimnázium (ma: Szilágyi Erzsébet Gimnázium), Budapest, Mészáros utca 5-7.[6]
- Németvölgyi-úti elemi iskola[6] (ma: Németvölgyi Általános Iskola)?, Budapest, Németvölgyi út
- Budapesti Sertésközvágóhíd hűtőháza, vágócsarnoka, új raktárháza, Budapest, Gubacsi út 6/A és B[6]
- óvodák[9]
- sporttelepek[9]

### Restaurálások
- Koronázó templom (Mátyás-templom), Budapest, Szentháromság tér 2.[6]